# تومور کیستی موسینی
تومور کیستی موسینی (انگلیسی: Mucinous cystic neoplasm) رشد غیرطبیعی و بیش از حد بافت (نئوپلاسم) است که به‌طور معمول دارای عناصر موسین و یک یا چند کیست است. بر اساس مکان، آنها عبارتند از:
- نئوپلاسم کیست موسینی لوزالمعده. این ضایعات، خوش‌خیم هستند، اگرچه سرعت پیشرفت آنها به سمت سرطان زیاد است. به این ترتیب، جراحی باید در صورت امکان دنبال شود. میزان بدخیمی موجود در تومور کیستی موسینی حدود ۱۰ درصد است.[۱] اگر جراحی قبل از ایجاد بدخیمی مهاجم انجام شود، پیش‌آگهی بیماری عالی است. وسعت تهاجم تنها مهم‌ترین عامل پیش‌آگهی در پیش‌بینی بقای بیمار است.[۲]
- نئوپلاسم‌های کیست مخاطی کبد نوعی سرطان کبد هستند که در آن بافتی مشابه استرومای تخمدان ایجاد می‌شود.[۳]